# Stara Kiszewa

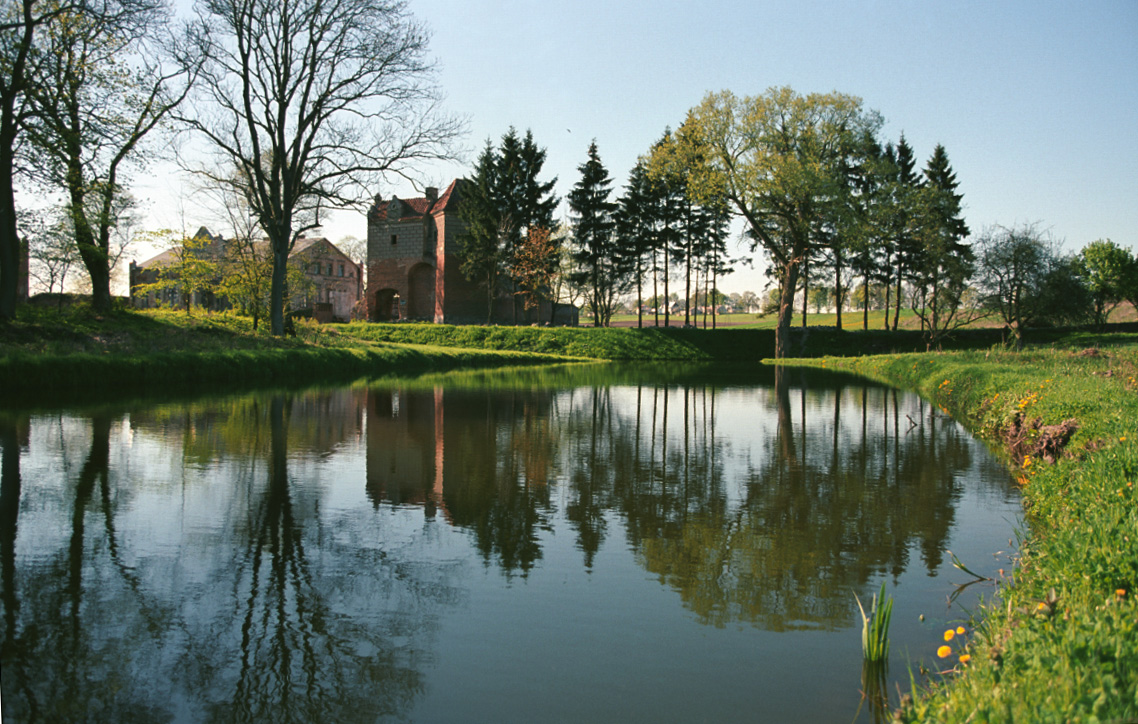
Zamek w Starej Kiszewie

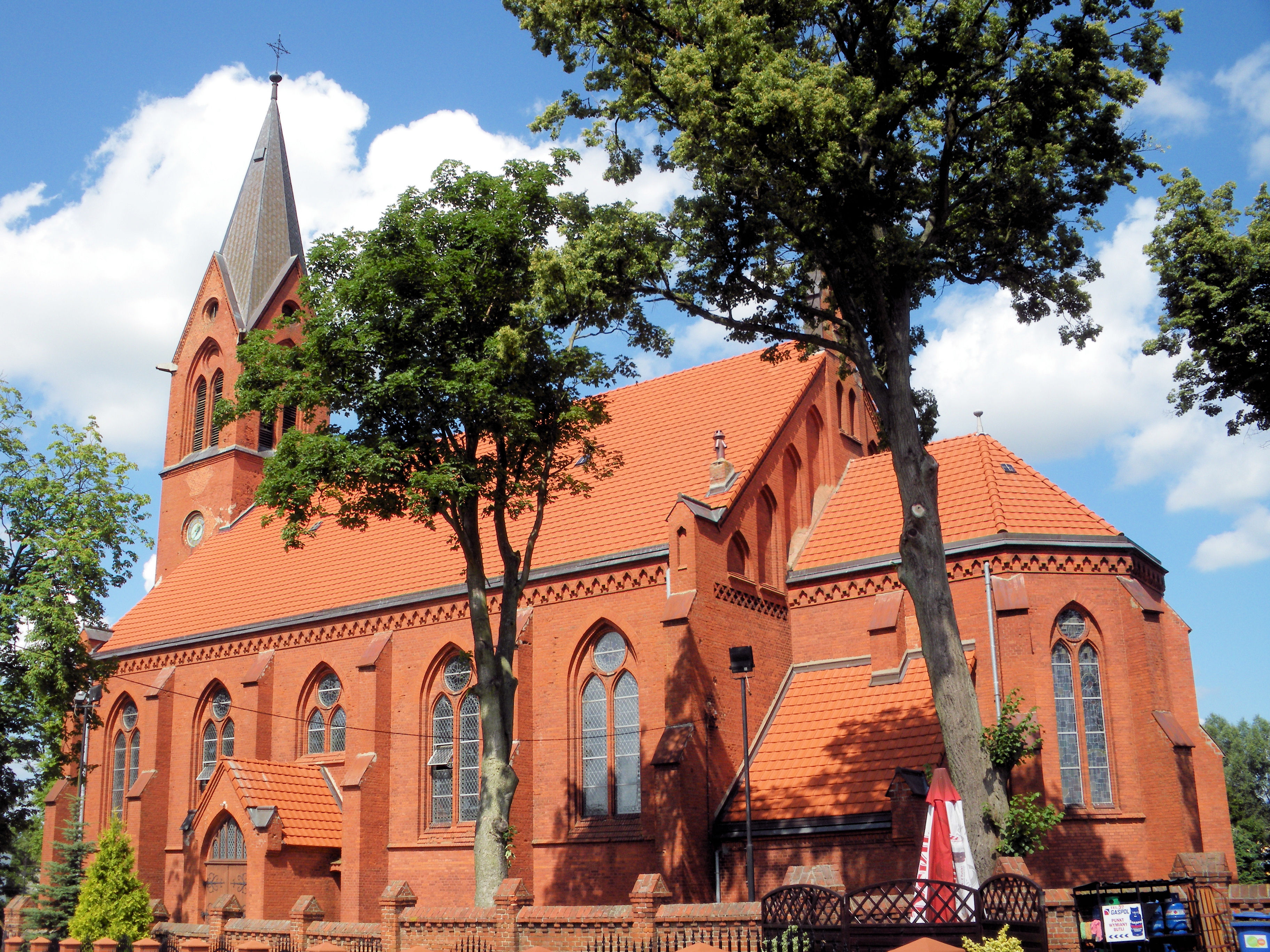
Kościół parafialny pw. św. Marcina

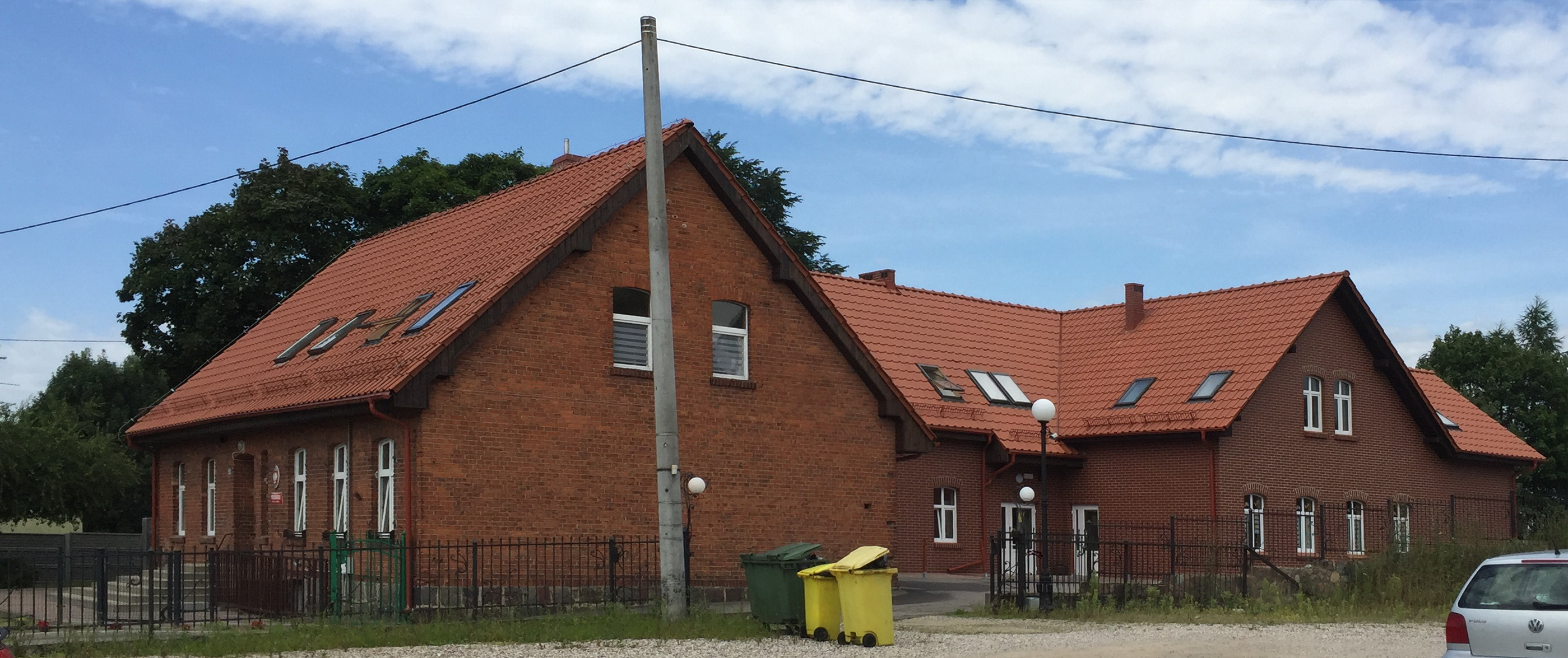
Przedszkole

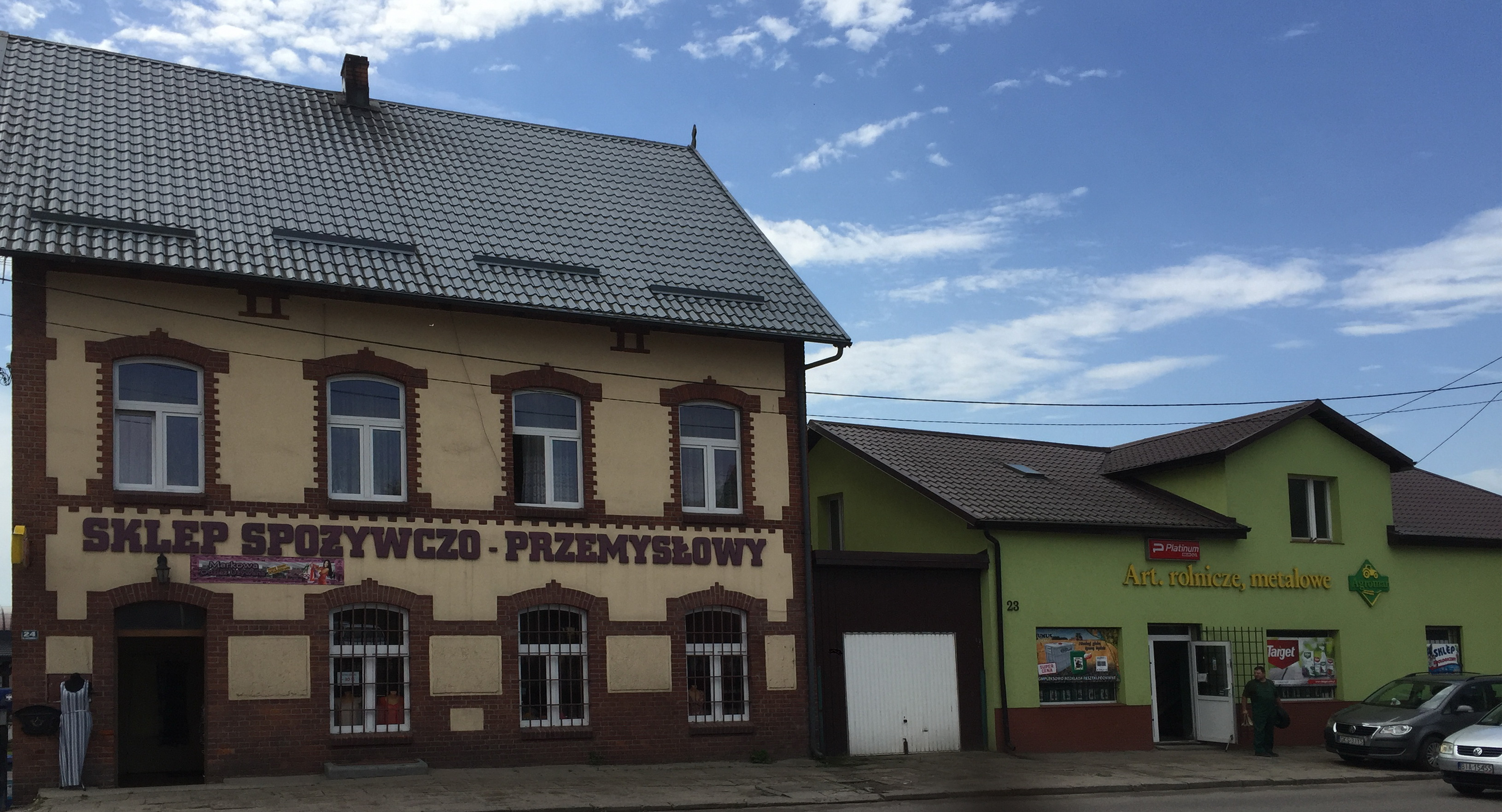
Stara Kiszewa

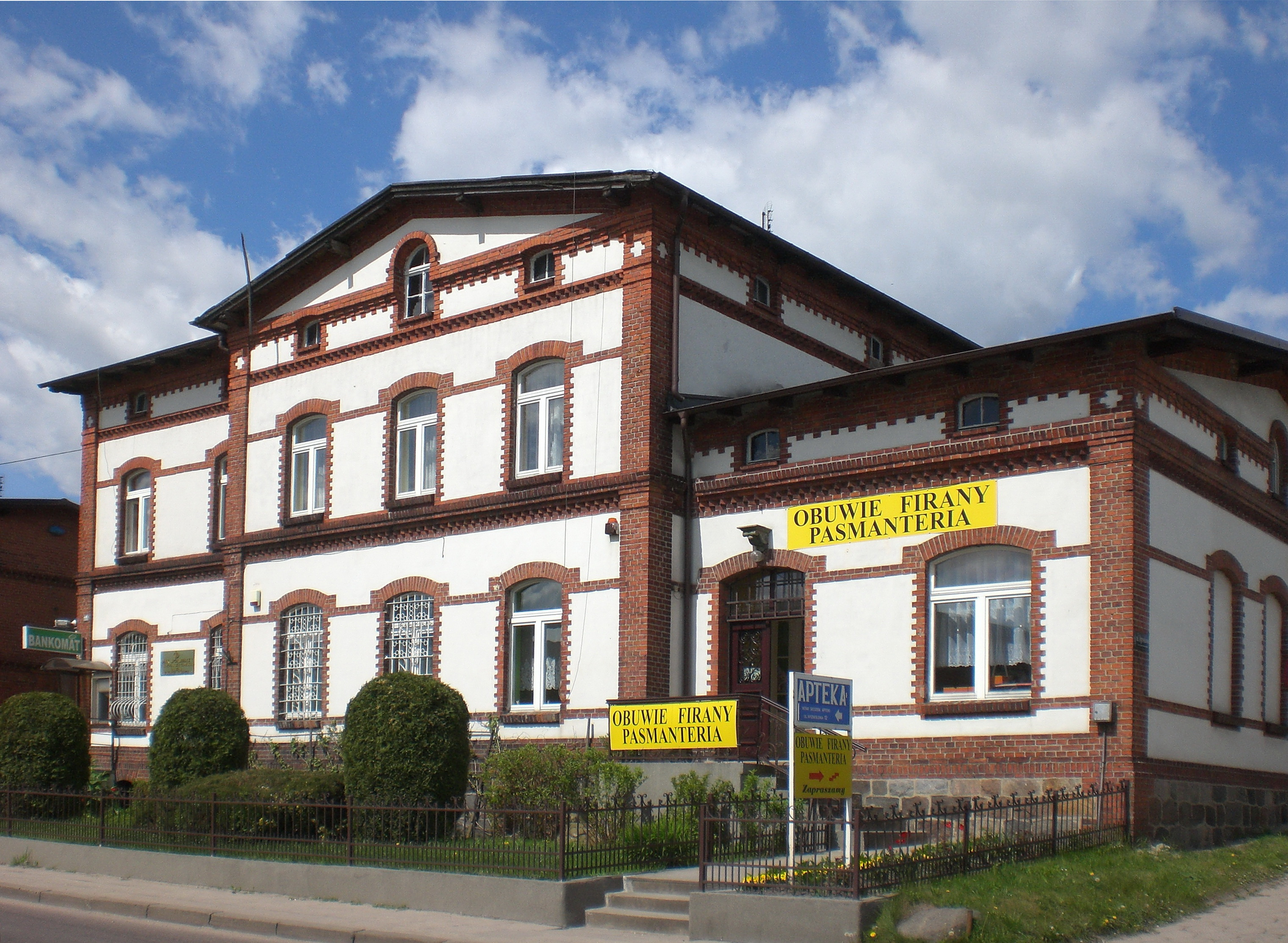
Stara Kiszewa

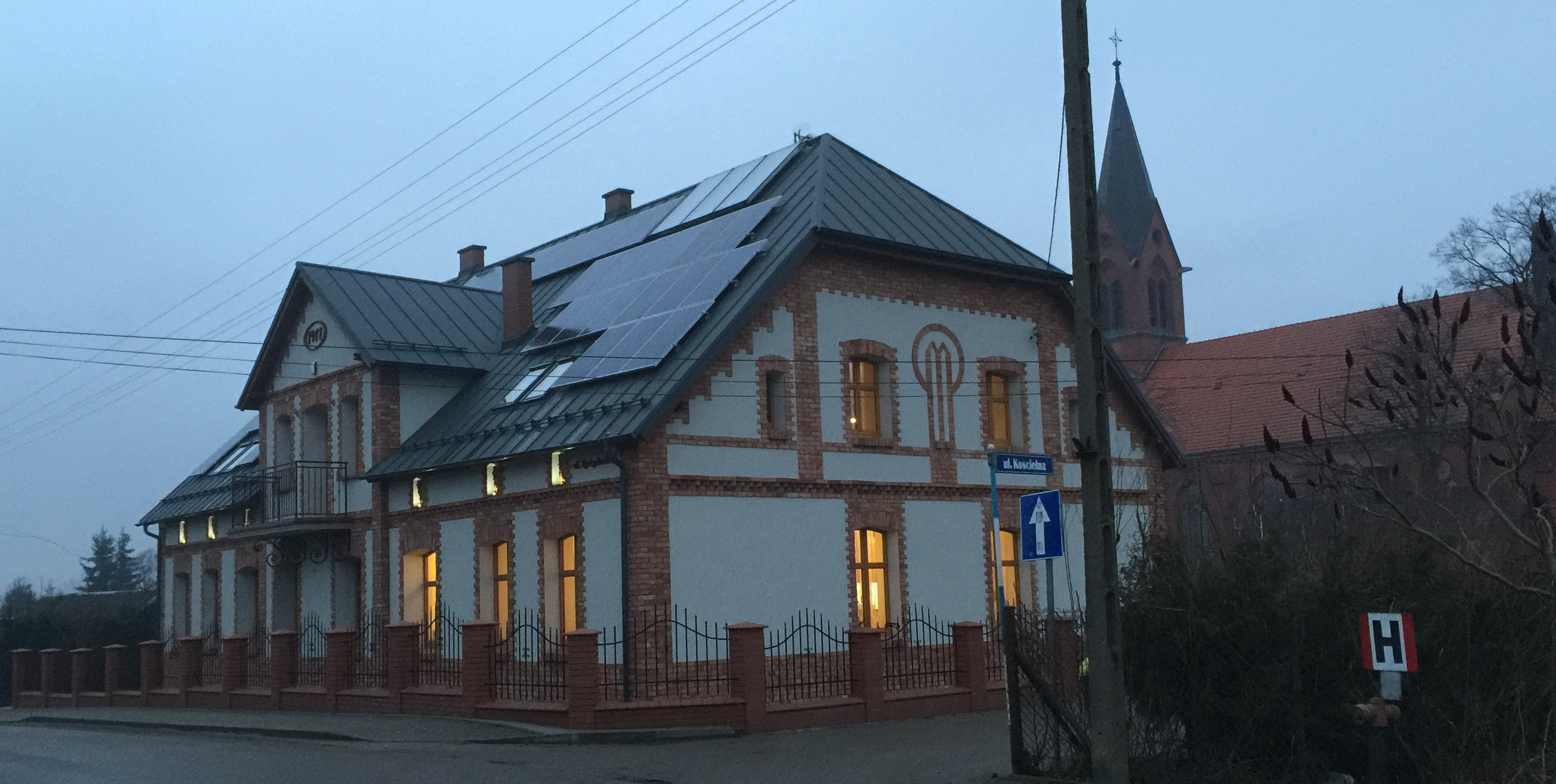
Stara Kiszewa

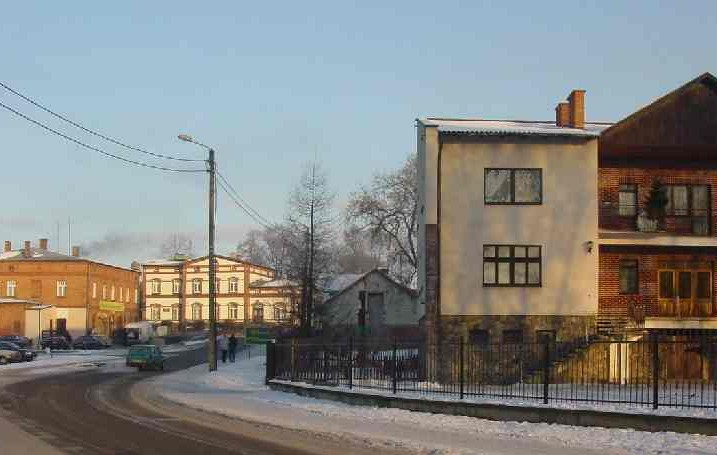
Stara Kiszewa

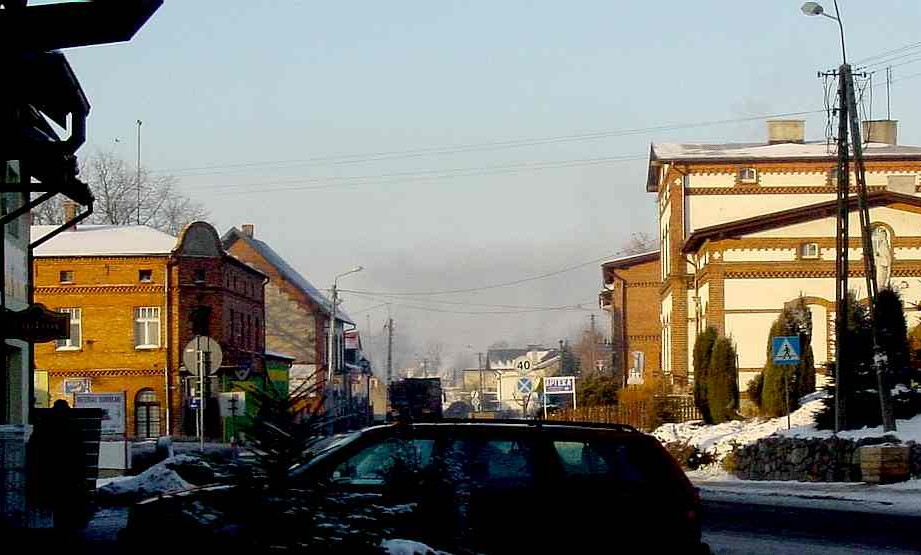
Stara Kiszewa

Stara Kiszewa (niem. Alt Kischau, kaszb. Stôrô Cziszewa) – wieś w Polsce, położona w województwie pomorskim, w powiecie kościerskim, w gminie Stara Kiszewa, na pograniczu Kaszub i Kociewia, nad rzeką Wierzycą, przy drodze wojewódzkiej nr 214.
W latach 1975–1998 wieś położona była w województwie gdańskim.
Siedziba władz gminy Stara Kiszewa.

## Integralne części wsi
| SIMC    | Nazwa     | Rodzaj    |
| ------- | --------- | --------- |
| 0173137 | Kalk      | część wsi |
| 0173143 | Portugala | część wsi |

## Historia

### Nazwa
Nazwa wsi pochodzi od imienia męskiego Kiss i w ciągu wieków była przekształcana od najstarszej formy: Kissow, przez Vela Kyssewa, Kissawa Stara, (niem. Alt Kischau) do współczesnej – Stara Kiszewa.
Miejscowość pod zlatynizowaną nazwą villa Vela Kysseva wymieniona jest w łacińskim dokumencie wydanym w Lubiniu w 1281 roku sygnowanym przez księcia pomorskiego Mściwoja II.

### Dzieje
- ok. 1500 lat p.n.e. – teren zasiedlony przez ludność kultury wschodniopomorskiej (wykopaliska nieopodal Zamku Kiszewskiego na cmentarzysku z grobami skrzynkowymi, odkrytymi w II poł. XIX w.).
- 1269 – najstarszy zapis (osada Kissow) w związku z przebiegiem przez terytorium Starej Kiszewy drogi do grodu w Garczynie, a później do Pogódek i Kościerzyny.
- 1281 – dokument księcia Mściwoja II – Vela Kyssewa została nadana sędziemu poznańskiemu, Mikołajowi Jankowicowi, późniejszemu wojewodzie kaliskiemu, z obowiązkiem brania udziału w wyprawach wojennych i obronie kraju. Do majętności tej doszło w 1290 r. 16 jezior z prawem połowu ryb. Dobra te wchodziły w zasięg kasztelanii garczyńskiej.
- 27 października 1296 – Władysław Łokietek podczas swojego pobytu w Kaliszu potwierdza nadanie wsi Mikołajowi Jankowicowi (który pełnił wówczas funkcję wojewody kaliskiego).
- 1315 – wieś objął we władanie najstarszy syn Mikołaja Jankowica, kanonik poznański Jakub.
- 1316 – Kanonik Jakub odstąpił Kiszewę za dożywotnią rentę roczną Krzyżakom.
- 1342 – Otrzymuje prawa miejskie.
- XIV w. – Krzyżacy zbudowali 1,5 km od Starej Kiszewy murowany zamek. Składał się on z dwóch części: zamku głównego (siedziby wójta), który stał po południowo-wschodniej stronie całego założenia obronnego, oraz z przedzamcza, zachowanego częściowo do dzisiaj. Całość stanęła w zakolu rzeki na dwóch niewysokich płaszczyznach pośród podmokłych łąk w obniżeniu terenu zalanego wodami Wierzycy.
- 1347 – Stara Kiszewa uzyskała prawo chełmińskie i wówczas zapewne zbudowano pierwszy drewniany kościół parafialny.
- 1454 – w okresie wojny trzynastoletniej wojska gdańskie zdobyły zamek krzyżacki, spaliły i częściowo zburzyły budynki.
- 3 sierpnia 1459 zamek odbili Krzyżacy. Pozostał on w ich rękach aż do pokoju toruńskiego.
- 1466 po pokoju toruńskim Stara Kiszewa weszła w skład niegrodowego starostwa kiszewskiego, podlegając staroście rezydującemu w pobliskim Zamku Kiszewskim. Pierwszym starostą kiszewskim, mianowanym przez króla Kazimierza Jagiellończyka, został zasłużony w wojnie trzynastoletniej rotmistrz królewski, Piotr Szorc z Obrębu.
- 1553 – na lewym brzegu rzeki Wierzycy z funduszy królewskich zbudowano drewniany kościół.
- XVI w. – w Starej Kiszewie było 12 gburów, rzemieślnicy, dwaj zagrodnicy, czynna była karczma. W XVI-XVII w. we wsi znajdował się młyn i tartak.
- 1664 – po II wojnie szwedzkiej wieś została poważnie zniszczona, tak że nie było w niej ani jednego gbura, a tylko 5 zagrodników, odrabiających za wyżywienie szarwarki i gospodarujących na 14 morgach. Do wsi należało wówczas 56 łanów gruntu, z czego pleban uprawiał 4, dwaj sołtysi 6, karczmarz 2 i dwaj leśniczowie 5. Na czas potrzeby wysyłała wieś człowieka do piechoty wybranieckiej – człowiek ten miał prawo do uprawiania 1 włóki. Jeden z leśniczych prowadził karczmę i zobowiązany był w niej sprzedawać piwo z browaru zamkowego.
- IIp. XVII w. – W wyniku zniszczeń wojennych podczas potopu szwedzkiego, osada utraciła swój charakter miejski w efekcie czego straciła prawa miejskie i przekształciła się w wieś.
- 1741 – starosta kiszewski, Stanisław Skórzewski, zbudował na prawym brzegu rzeki nowy, barokowy kościół.
- 1765 – przeprowadzona została lustracja województw Prus Królewskich. Starostwo kiszewskie obejmowało wówczas następujące miejscowości:
  - Wieś Zamkowa Kiszewa [Zamek Kiszewski]
  - Pustkowie Kamionna
  - Wieś Stara Kiszewa
  - Wieś Nowa Kiszewa
  - Wieś Wdzidze [Wdzydze Kiszewskie]
  - Pustkowie Zabrody
  - Wioska Olpuch
  - Wieś Bartoszow las [Bartoszylas]
  - Wieś Konarzyny
  - Pustkowie Wygonin
  - Pustkowie Kaliska
  - Pustkowie Strzelki
  - Wieś Samlin [Semlin]
  - Folwark Samlinek [Semlinek]
  - Folwark Maliki [Górne Maliki]
  - Folwark Bartel [Bartel Wielki]
  - Pustkowie Woytal [Wojtal]
  - Pustkowie Złe Mięso
  - Młyn Ruda
  - Młyn Zawada
  - Tartak Uroża
  - Młyn Dubrek
  - Pustkowie Cięgardło
  - Pustkowie Pustki
  - Pustkowie Wieck
  - Pustkowie Gotelff [Gotelp]
  - Pustkowie Kloneczno
  - Pustkowie Studziennice [Studzienice]
  - Pustkowie Nierybno
  - Pustkowie Cieciorka
  - Pustkowie Huta [Leśna Huta?]
  - Pustkowie Barłogi
  - Pustkowie Struga
  - Wieś Pinczyn i pustkowie Pinczynek
- 19 września 1772 – w wyniku pierwszego rozbioru Polski wieś weszła w skład zaboru pruskiego. Dokonany wówczas spis wykazał, że w Starej Kiszewie mieszkało 21 gburów, w tym 5 Niemców ewangelików.
- 1861 – informacja o tym, że we wsi istniała szkoła oraz czynne były 3 karczmy.
- 1891 – budowa neogotyckiego kościoła, czynnego do chwili obecnej.
- początek XX w. – Stara Kiszewa należała do najbardziej uświadomionych narodowo i dobrze zorganizowanych wsi Pomorza. Czynne było m.in. Polskie Towarzystwo Gimnastyczne „Sokół”.
- Niezrealizowany projekt linii kolejowej (Czersk-Bąk-Stara Kiszewa-Liniewo-Przywidz-Stara Piła-Gdańsk Kokoszki-Gdańsk Wrzeszcz). Odcinek pomiędzy Starą Piłą a Bąkiem nie doczekał się realizacji (w okolicy wyraźne ślady robót ziemnych).
- 6 kwietnia 1919 – w Starej Kiszewie założona została filia Zjednoczenia Zawodowego Polskiego z Walentym Szramką, Janem Soldatem i Nikodemem Wąsem na czele. W tym samym dniu odbył się we wsi wielki wiec, na którym zebrani uchwalili jednogłośnie następujące oświadczenie: My Polacy zebrani w Starej Kiszewie na wiecu oświadczamy uroczyście, że nie jesteśmy Niemcami tylko Polakami, na starej polskiej ziemi mieszkającymi i chcemy po wieczne czasy Polakami pozostać. Żądamy, aby nas z naszym polskim Gdańskiem, który nam stary Fryc i zgraja krzyżacka zrabowali do naszej Matki Polski przyłączono!
- 1939–1945 – Okupacja niemiecka. Represje wobec polskiej ludności, m.in. wysiedlenie wielu gospodarzy do Generalnego Gubernatorstwa, zabranie na przymusowe roboty, uwięzienie w obozie przejściowym w Potulicach. Stara Kiszewa dawała w tym czasie oparcie dla grup partyzanckich organizacji konspiracyjnej TOW „Gryf Pomorski”.
- listopad 1939 – Niemcy rozstrzelali 8 polskich mieszkańców Starej Kiszewy.
- 1942 – Niemcy zamordowali kiszewskiego nauczyciela Stanisława Knittera.
- zima 1945 – Hitlerowcy rozstrzelali w pobliżu wsi grupę Żydówek, ewakuowanych z obozu koncentracyjnego Stutthof.
- 6 marca 1945 – zajęcie wsi przez Armię Czerwoną.
- 19 maja 1946 – oddział partyzantki antykomunistycznej Zygmunta Szendzielarza (pseudonim Łupaszka) rozstrzelał pięciu funkcjonariuszy UB, MO, ORMO i miejscowego rolnika.
- 1966 – oddano do użytku nowy budynek szkoły podstawowej, tzw. Tysiąclatkę.

W okresie PRL funkcjonowało we wsi kino.

### Starostowie kiszewscy
- od 1466 – rycerz Piotr Szorc z Obrąbu. Ród Szorców utrzymywał się na starostwie do 1607,
- 1607–1616 – Konarscy,
- 1616–1624 – Jan Bąkowski,
- 1624–1656 – Konarscy,
- 1656–1685 – Michał Działyński,
- 1687–1719 – Stanisław Działyński,
- wdowa po Stanisławie Działyńskim – Barbara (z d. Heidenstein) z Sulęczyna,
- od 1724 – jej drugi mąż Jakub Wolski,
- od 1725 – Gotfried Ernest Klejna,
- od 1726 – Franciszek Czapski,
- wdowa po Franciszku Czapskim, Katarzyna (z d. Iwanicka),
- jej drugi mąż – Stanisław Skórzewski,
- 1761–1772 – Michał Skórzewski.

## Zabytki
Według rejestru zabytków NID na listę zabytków wpisane są:
- kościół parafialny pw. św. Marcina, 1889-91, nr rej.: 1021 z 24.10.1987.
- cmentarz kościelny, nr rej.: j.w.
- cmentarz komunalny, 1939, nr rej.: 1022 z 24.10.1987.

## Informacje
Stara Kiszewa w ostatnich latach pełni coraz większą rolę bazy wypadowej i zaopatrzeniowej dla turystów i letników odwiedzających licznie pobliskie lasy i jeziora.

### Atrakcje turystyczne

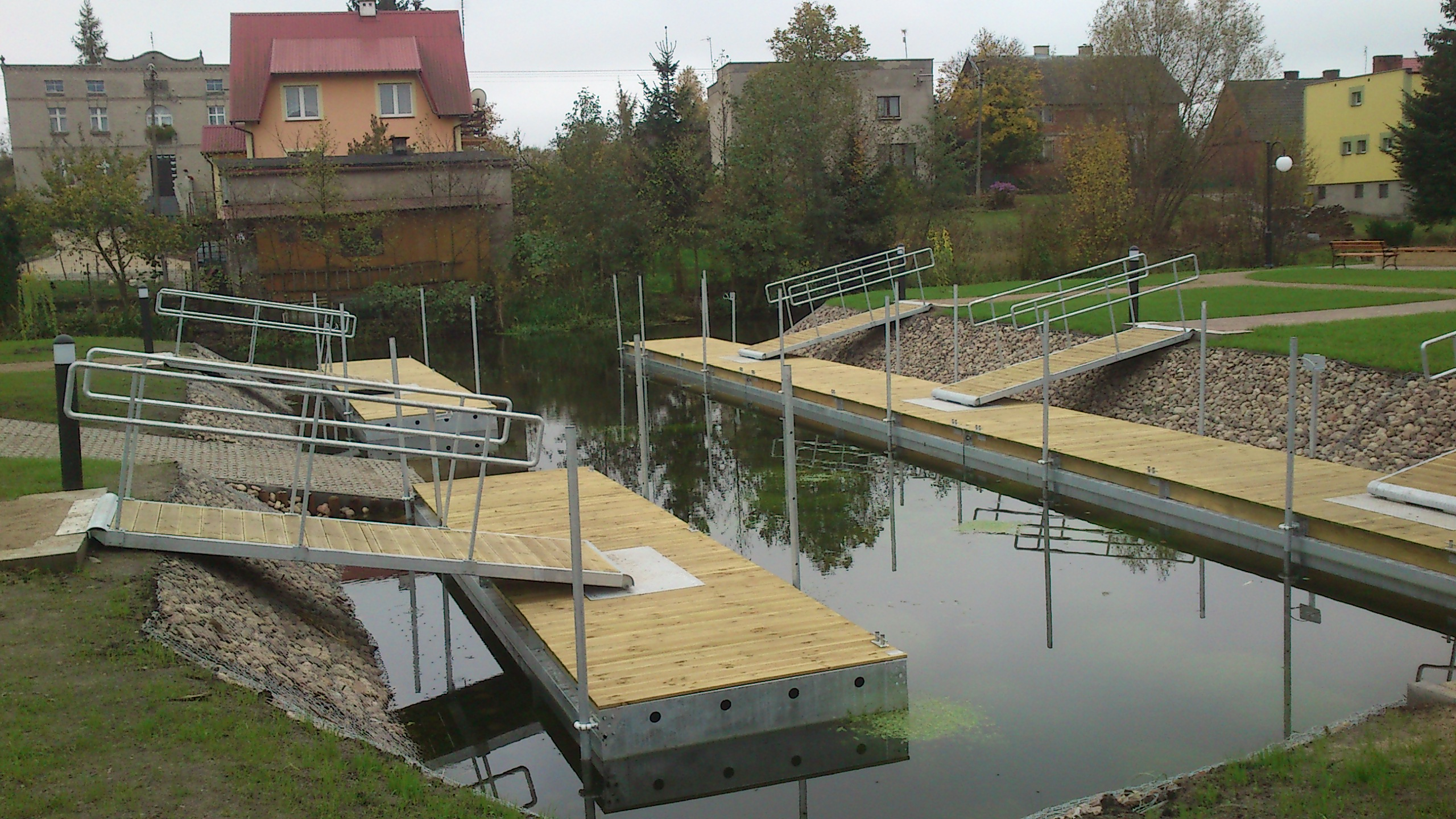
Przystań kajakowa na Wierzycy w Starej Kiszewie

- pozostałości zamku krzyżackiego w oddalonym o 1,5 km Zamku Kiszewskim (obecnie w ręku prywatnego właściciela). Z dawnego podgrodzia zachowały się (w stanie ruiny) trzy gotyckie narożne baszty (północna, zachodnia i wschodnia) z łączącymi je murami obronnymi oraz (w dobrym stanie) renesansowa baszta przybramna, w której znajduje się pomieszczenie z oryginalnym sklepieniem gwiaździstym. Gotycką bramę forteczki rozbudowano w początku XVII w., zdobiąc ją w duchu renesansu. Czwartą, południową bramę zrekonstruowano w XIX w. wykorzystując pierwotne fundamenty. W 1856 r. pomiędzy bramą wjazdową a basztą południową wzniesiony został klasycystyczny dworek ówczesnego właściciela folwarku, obecnie remontowany. Pod budynkiem gospodarczym w północno-zachodniej części przedzamcza znajduje się gotycka piwnica ze sklepieniem kolebkowym. Całość założenia ma kształt nieregularnego czworoboku o długości 79 m, szerokościach: 43 m i 63 m.
- mała elektrownia wodna na Wierzycy w Zamku Kiszewskim
- neogotycki kościół parafialny pw. św. Marcina z 1891 w Starej Kiszewie, wewnątrz pięć malowideł ściennych ze scenami z życia patrona
- drewniana kaplica przedpogrzebowa na cmentarzu przykościelnym, wykonana z bali drewnianych pochodzących ze starego, XVIII-wiecznego kościoła
- kapliczka nasłupowa – drewniana figura św. Jana Nepomucena z XIX w. w ogrodzie plebanii w Starej Kiszewie
- stare chaty kociewskie
- liczne jeziora położone w niewielkiej (4-5 km) odległości: Krąg, Wygonin, Prusionki, Drzęczno, Białe Błota itd.
- rezerwat florystyczno-leśny Krwawe Doły, w leśnictwie Cięgardło
- rezerwat roślinności bagiennej Czerwone Błota w Konarzynach
- sąsiedztwo Wdzydzkiego Parku Krajobrazowego ze stolicą we Wdzydzach

### Dla mieszkańców i turystów
- urząd gminy
- kościół rzymskokatolicki
- urząd pocztowy
- ośrodek zdrowia
- apteka
- przedszkole
- szkoła podstawowa i gimnazjum
- gminna hala sportowa

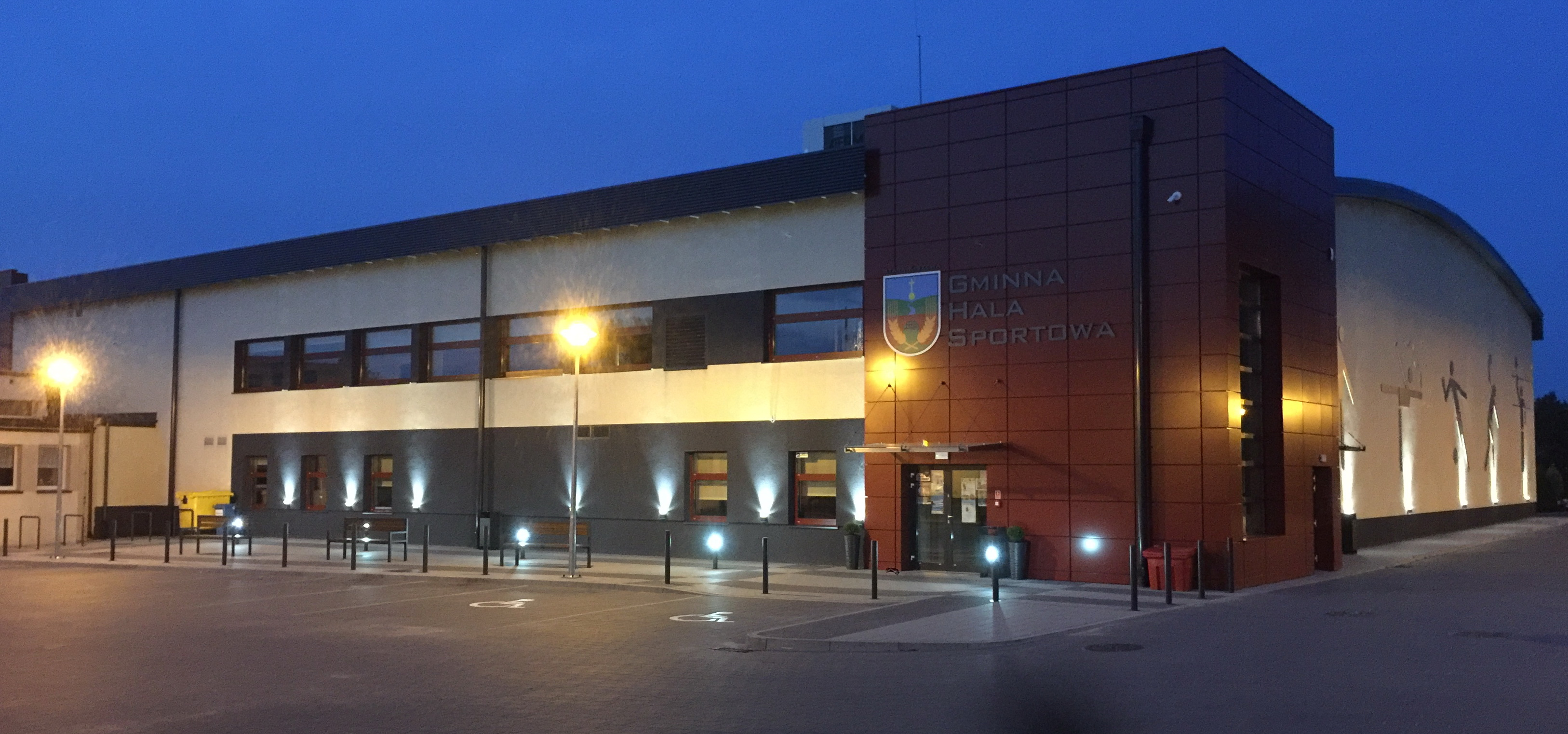
Gminna Hala Sportowa

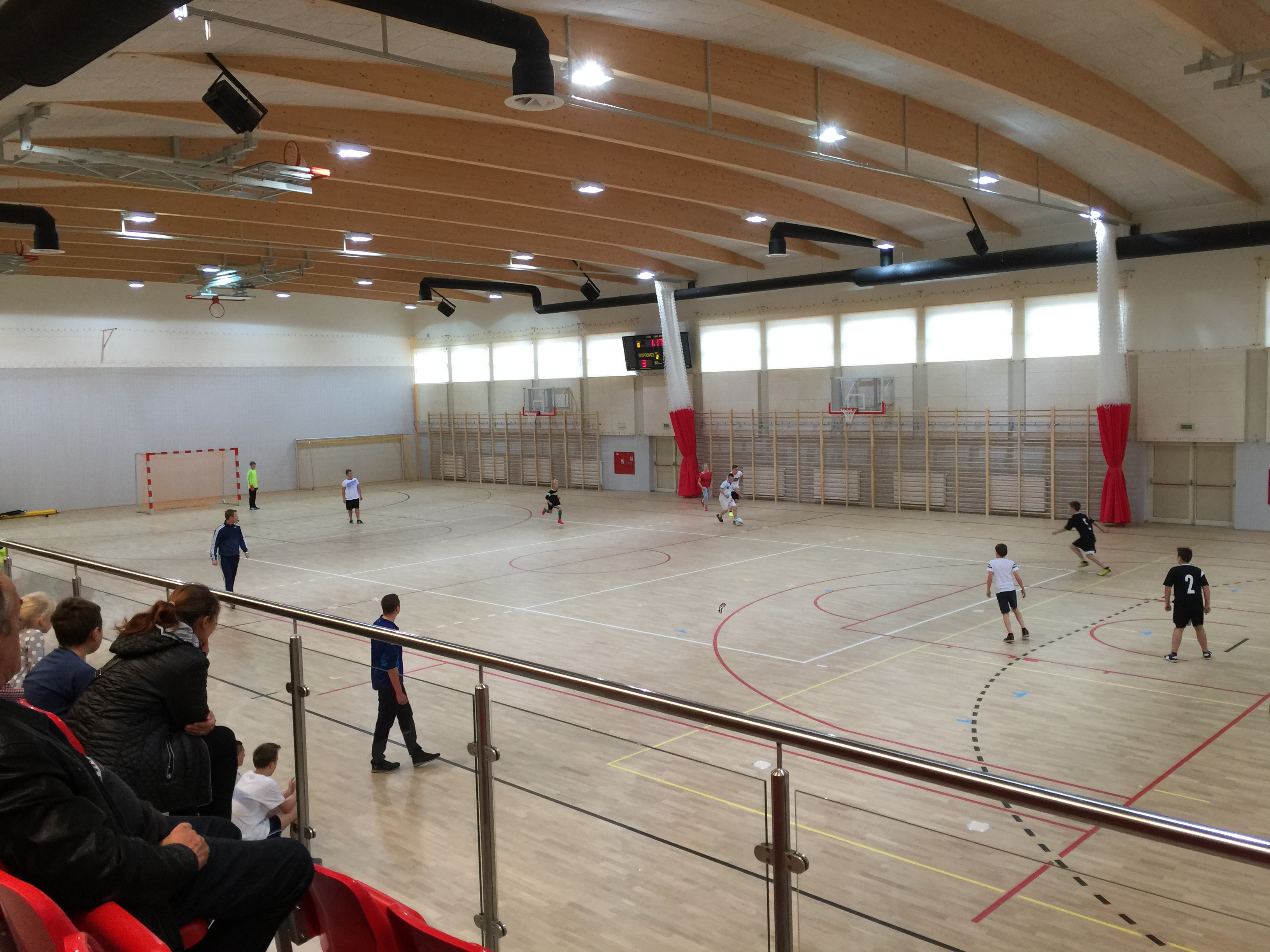
Gminna Hala Sportowa

- komunikacja PKS – połączenie z Gdańskiem, Kościerzyną, Starogardem Gdańskim, Skarszewami, Konarzynami, Chwarznem
- stacja benzynowa
- restauracja
- liczne sklepy spożywcze i przemysłowe